# Federal Premium Ammunition
A Federal Premium Ammunition, é uma uma fabricante de cartuchos para armas de fogo. Hoje em dia é uma subsidiária da Vista Outdoor, localizada em Anoka, Minnesota. Com uma força de trabalho de cerca de 1.500 pessoas. a Federal fabrica: cartuchos de escopeta, cartuchos de fogo central, cartuchos de fogo circular e componentes.

## Histórico
Em 27 de abril de 1922, Charles L. Horn assumiu o controle de uma pequena fábrica em Anoka, Minnesota e fundou novamente a Federal Cartridge Corporation. que viria a se tornar a Federal Premium Ammunition.[carece de fontes?]
Horn lançou um plano de distribuição para comercializar produtos da "Federal" em supermercados, barbearias e postos de gasolina. Em 1941, a Federal ganhou um contrato de US$ 87 milhões com o governo dos Estados Unidos (aproximadamente $ 1,3 bilhões em 2010) para construir e operar a Twin City Ordnance Plant (TCOP) de $ 30 milhões. A Federal classificou-se em 59º lugar entre as corporações dos Estados Unidos no valor dos contratos de produção militar da Segunda Guerra Mundial.
Em 1977, William B. Horn introduziu a linha "Premium" de munições da Federal para rifles e escopetas. A linha "Premium" não utilizava apenas as balas da própria Federal. A Federal também carregou sua linha "Premium" com projéteis altamente conceituados de outros fabricantes, como a Nosler Partition e a Sierra. A Federal insistiu em tolerâncias extremamente rígidas. Como resultado, a linha "Premium" original de fábrica alcançou precisão, desempenho e qualidade, geralmente associados a munições carregadas manualmente. Em março de 2019, a Federal ainda usava projéteis de vários fabricantes.
A Federal também possuía a Hoffman Engineering, uma empresa que fabricava caixas eletrônicas. Em 1985, um grupo de investidores privados, incluindo Kelso & Company, BancBoston Capital e membros da administração da empresa comprou a Federal. A Federal e a Hoffman Engineering foram unidas sob o nome Federal-Hoffman tornando-se privadas durante a venda. Em 1988, a Pentair, um fabricante diversificado com sede em Minnesota, concordou em adquirir a FC Holdings Inc., a empresa holding da Federal-Hoffman, por US$ 175 milhões em dinheiro e a assunção de dívidas. A Federal-Hoffman desde então se separou, e a Federal atualmente é propriedade da Vista Outdoor. A Vista Outdoor, anteriormente uma divisão de artigos esportivos e ao ar livre da Alliant Techsystems, foi desmembrada em fevereiro de 2015. A Federal Cartridge faz negócios hoje como Federal Premium Ammunition.[carece de fontes?]

## Operações
Em julho de 2017, 1.100 funcionários trabalhavam em quatro turnos no site da Federal Premium em Anoka, Minnesota. A Federal Premium dobrou o número de funcionários em suas instalações de Anoka desde 2003 e investiu em novos edifícios e equipamentos. Até pouco depois da eleição de 2016, 1.400 trabalhavam para a Federal Premium em Anoka. Após a eleição, houve uma grande queda nas vendas de munições, causando demissões em massa e compra de funcionários em torno de 300. As matérias-primas chegam à fábrica por via ferroviária. A produção funciona 24 horas por dia, sete dias por semana. Algumas das máquinas em uso em Anoka datam da década de 1940. A Federal também modernizou grande parte de seu processo de produção com a ajuda da CCI de Lewiston, Idaho, outra subsidiária da Vista Outdoor. O controle de qualidade da empresa permite que os defeitos sejam rastreados até os funcionários que supervisionaram o carregamento de qualquer munição abaixo do padrão detectada. O complexo da Federal Premium em Anoka tem quatro fábricas diferentes com uma área de mais de 213.000 metros quadrados. A instalação é verticalmente integrada na medida em que as matérias-primas naturais entram, e saem como produtos acabados.
A Federal usa chumbo reciclado de baterias de automóveis, latão e plástico como insumos de produção. O complexo de Anoka também possui uma moderna estação de tratamento de água construída em 2014.
A Federal tem trabalhado com um grupo local sem fins lucrativos para empregar pessoas com deficiência desde 1987.

## Produtos e marketing
A Federal Premium Ammunition fabrica centenas de tipos de munição para uma ampla variedade de clientes e usos.
Em 2019, a Federal começou a vender diretamente aos consumidores por meio de sua loja online. Isso foi parcialmente motivado pela decisão do Walmart de parar de vender certos calibres de munição. A Federal também iniciou um novo serviço onde os clientes podem solicitar munição carregada manualmente e customizada para suas necessidades.
Em 2020, a Federal desenvolveu uma série de programas online para compensar os inúmeros consumidores da indústria de armas e feiras comerciais canceladas devido à pandemia de COVID-19. Esses programas focavam nos recursos e benefícios dos novos produtos da Federal e eram oferecidos como um serviço aos clientes finais e revendedores. A Federal também produziu esses programas para suas marcas irmãs: a CCI e a Speer.

### Munição de defesa

#### HST 380 Auto Micro
A munição HST 380 Auto Micro atinge uma velocidade de saída do cano de 1.030 pés por segundo, uma velocidade de 990 pés por segundo a 25 jardas e uma velocidade de 950 pés por segundo a 50 jardas. Usando o cano de teste do mesmo tamanho, ela gera 235 libras-pé de energia na "boca" do cano.

#### Hydra-Shok
Hydra-Shok é um tipo de cartucho com balas expansivas. Foi originalmente patenteado pelo designer de balas da Federal Premium Tom Burczynski. O Hydra-Shok foi introduzido em 1988 depois que o FBI solicitou uma bala com balística terminal melhor do que o design tradicional de "jaqueta" e "núcleo".
Na gelatina balística, o projétil geralmente exibe uma expansão muito rápida, resultando em uma cavidade de ferimento maior, porém mais rasa do que seria típico da maioria das outras configurações de projéteis do mesmo calibre e de peso semelhante.

### Vital-Shok
A Federal Premium anunciou uma versão do .30-30 Winchester de sua munição "Vital-Shok Trophy Copper" para caça de animais de tamanho médio em agosto de 2015. O estojo desse cartucho é banhada a níquel para facilitar a extração e prevenir a corrosão.
A Federal Premium vende "balotes" para espingarda com a marca Vital-Shok. Esses "balotes" usam o design "Foster", também conhecido como "American". Balotes do tipo "Foster" possuem estriamento para facilitar a passagem por um choke e têm base oca o que ajuda a estabilizar o balote em vôo.

### .327 Federal Magnum
O .327 Federal Magnum é na verdade um "super magnum", tendo substituído o .32 H&R Magnum como o auge de potência em cartuchos de revólver nesse calibre.

### Munição de escopetas

#### Black Cloud Snow Goose
As cargas de "bagos" Federal Black Cloud Snow Goose são projetadas para uso contra grandes aves aquáticas. Eles vêm nos tamanho "BB" e "2". A Federal afirma uma velocidade de saída do cano de 1.635 pés por segundo.

#### Shorty Shotshells
Os cartuchos Shorty Shotshells são cartuchos muito curtos para escopetas, pois têm um comprimento de apenas 1,75 polegadas. A Federal afirma que os Shortys funcionam tão bem quanto cartuchos de tamanho normal. O Shorty Shotshell vem nos tamanhos "#8 shot", "# 4 buck", assim como um balote estriado.

### .224 Valkyrie
A Federal expandiu significativamente o número de cartuchos .224 Valkyrie que oferece. As variantes "Varmint" e "Predator" suportam balas Hornady V-MAX de 60 grãos. A variante "Gold Medal Berger Match" de O 80,5 grãos foi projetado para tiro ao alvo de longa distância. A variante de ponta oca com "jaqueta" de cobre "Barnes TSX" de 78 grãos é um cartucho de caça para animais grandes, como alces.

## Marca American Eagle

### Syntech

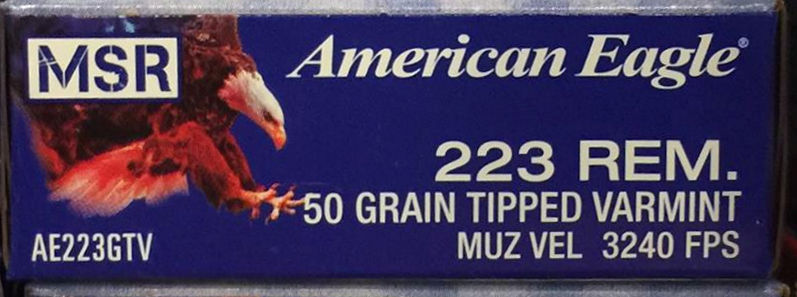
American Eagle Ammunition

No final de 2015, a Federal Premium introduziu a linha "Syntech" ("tecnologia sintética") de balas de pistola para os calibres 9mm Luger, .40 S&W e .45 ACP, sob a marca "American Eagle" da Federal. A marca comercial "Syntech" deriva do "Total Polymer Jacket" (TPJ), uma bala com revestimento de polímero sintético de baixa fricção que substitui os tradicionais chumbo puro ou jaquetado de cobre. Sem contato de metal com metal no cano e no estriamento, as balas revestidas de polímero teoricamente irão impor muito menos desgaste ao estriamento e gerar menos calor, o que ajuda a aumentar a vida útil do cano, bem como eliminar as incrustrações de chumbo e cobre no cano. Os cartuchos que usam balas Syntech também usam espoletas especiais e propelentes de queima limpa para minimizar ainda mais a incrustação de carbono.
A linha "Syntech" foi projetada para atiradores em estantes fechados. Além de ser mais "limpa" do que as munições convencionais, a Federal Premium afirma que a linha "Syntech" também é mais segura devido ao menor ricochete e fragmentação ao atingir alvos rígidos espessos. A empresa diz que seus estudos mostram que a pouca pulverização que existe permanece perto do alvo.